# Avstro-ogrska vojna mornarica
Avstro-ogrska vojna mornarica ali Cesarska in kraljeva vojna mornarica (nemško Kaiserliche und Königliche Kriegsmarine ali k.u.k Kriegsmarine) je bila pomorski del avstro-ogrskih oboroženih sil, katere naloga je bila skrb za vzdrževanje, urjenje in opremo bojno pripravljenih pomorskih sil, za obrambo vzhodnih obal Jadranskega morja, Trsta, Istre, Dalmacije ter jadranskih otokov.
Vojna mornarica je bila ustanovljena že pred razglasitvijo dvojne monarhije leta 1867 ter je delovala vse do konca 1. svetovne vojne. Pred letom 1867 so avstrijske vojne ladje pripadale Avstrijskemu cesarstvu. 

## Zgodovina
Habsburška dinastija je izhod na morje dobila leta 1374, ko je nasledila del Istre in Kranjsko in je leta 1382 Trst sklenil z njimi dogovor o zaščiti, kar je predstavljalo temelj pomorske trgovine. V tem obdobju je nad številnimi istrskimi obalnim mesti dominirala Beneška republika.
Avstrijski in beneški podaniki so skupaj sodelovali v pomorski bitki pri Lepantu proti otomanskemu imperiju, v kateri je združeno ladevje Benetk, Malte, habsburške Španije, Papeške države in drugih pod poveljstvom Dona Juana Avstrijskega (izvenzakonskega sina cesarja Karla V.) uničilo otomansko floto in za nekaj časa zagotovilo mir na Sredozemskem morju. 
Cesar Karel VI. je dal v Kraljevici zgraditi prvi avstrijski pomorski arzenal, Avstrija pa je na podlagi določil mirovne pogodbe iz Campoformida pri Vidmu leta 1797, v zameno za ozemlja v današni Belgiji dobila beneška ozemlja in mesta v Istri in Dalmaciji. Miru je kmalu sledila nova vojna z Napoleonom in ker beneška vojna mornarica ni imela večjega pomena za celinsko orientirano Avstrijo, je sledilo rezanje še nedokončanih ladij, katerih dele so prodali za kurjavo. Avstrijska posest Benetk in ozemelj na vzhodni obali jadranskega morja je bila ponovno potrjena po napoleonovem porazu, na Dunajskem kongresu leta 1815. Avstrija je tako prevzela beneški arzenal in mornariško kadetnico (Collegio di cadetti di marina), vendar se je avstrijska vojna mornarica med 1820 in 1848 razvijala in delovala pod močnim vplivom italijanskih in dalmatinskih pomorščakov. Italijanski vpliv je bil prekinjen zaradi upora v Benetkah, ko je kar 113 ladij od 162 prestopilo na stran beneških upornikov in je tako avstrijska mornarica čez noč skoraj prenehala obstajati. Šele po nekaj mesecih je bil upor zadušen.
Zatem je poveljstvo in organizacijo vojne mornarice prevzel danski viceadmiral Hans Birch von Dahlerup, ki je mornarico reorganiziral po angleških vzorih, uvedel poveljevanje v nemščini, ter leta 1850 tudi odločilno pripomogel, da so v Pulj (danes Hrvaška) prenesli sedež mornarice ter tu začeli graditi glavno mornariško bazo s pristaniščem. Pomorsko vojaško izobrazbo so častniki od 1852 dobivali na Mornariški akademiji na Reki (k.u.k. Marine-Akademie in Fiume).
Leta 1854 je poveljstvo nad avstrijsko mornarico prevzel brat cesarja Franca Jožefa, nadvojvoda Ferdinand Maksimilijan (1832–1867)
Kapitanu fregate, kasnejšemu viceadmiralu Wilhelmu von Tegetthoffu, rojenemu v Mariboru, je uspelo obnoviti floto (med drugim so zgradili prve oklopnjače), ter v Bitki pri Visu leta 1866 odločilno poraziti veliko večjo, modernejšo, vendar slabo vodeno italijansko ladjevje.
Cesarstvo je kljub temu uspehu na kopnem izgubilo vojno proti Prusiji in se moralo odpovedati svojim pokrajinam v Italiji, pa tudi se dogovoriti z Madžari o skupnem vodenju politike, o financiranju in vojaških vprašanjih.
Od leta 1889 dalje je tako mornarica nosila naziv »Cesarska in kraljeva« (Kaiserliche und Königliche) (kratica v splošni rabi: k.u.k) s katerim so poudarili dvojnost monarhije. 
Februarja 1918 so se uprli mornarji v Boki Kotorski, ki so ga zatrli po dveh dneh. Zaradi upora je dotedanjega glavnega poveljnika mornarice, admirala Njegovana, na položaju zamenjal admiral Horthy.
Kronski svet Avstro-Ogrske je s sklepom dne 29. oktobra 1918 celotno vojno in trgovsko ladjevje dualne monarhije z vsemi pristanišči in kopenskimi objekti predal Državi SHS, vendar je celotno ladjevje po rapalski mirovni pogodbi pripadlo Italiji.

## Prva svetovna vojna (ob mobilizaciji)
glej: Seznam vojaških plovil avstro-ogrske vojne mornarice

## Avstrijsko mornariško vojno letalstvo
Avgusta 1916 je mornarica ustanovila Cesarski in kraljevi mornariški zračni korpus (K.u.K. Seeflugwesen). Kasneje so ga leta 1917 preimenovali v K.u.K. Seefliegerkorps. Prvi piloti so bili mornariški častniki, ki so končali osnovno šolanje na letališčih v Dunajskem Novem mestu in Spodnji Avstriji, kjer je tudi Terezijanska vojaška akademija. Najprej so jih dodelili bojnim ladjam razreda Tegetthoff. Kasneje so piloti služili na letališčih v Albaniji in južni Dalmaciji: Berat, Kavaja, Tirana, Skadar in Igalo. Letalstvo je imelo letališče tudi v Podgorici.
Po bitki pri Kobaridu 12. novembra 1917 so avstro-ogrske sile zavzele Feltre. Blizu sta bili tudi dve vojaški letališči, v Arsièju in Fonzasu. Tu je bilo glavno oporišče za avstrijske pomorske pilote. Letalstvo je uporabljalo večinoma prirejena nemška letala, nekaj izpeljank pa so zgradili sami. V rabi so bila naslednja pomembnejša letala:
- Fokker A.III
- Fokker E.III
- Hansa-Brandenburg B.I
- Hansa-Brandenburg D.I
- Aviatik D.I
- Albatros D.III
- Phönix D.I
- Fokker D.VII
- Lohner L